# Acétate de tert-butyle
L'acétate de tert-butyle est un composé organique ; liquide, incolore et inflammable dans les conditions ordinaires.
Il est utilisé comme solvant dans la production de laques, émaux, encres, colles, diluants et des nettoyants industriels.

## Production et synthèse
Plusieurs voies de synthèse sont possibles: réaction de l'acide acétique avec l'isobutylène ou de l'anhydride acétique avec du tert-butanol.